# 非營利組織
非營利組織（英語：nonprofit organization，簡寫為）是指不以營利為目的組織或者團體，其核心目標通常是支持或處理個人關心或者公眾關注的議題或事件，因此其所涉及的領域非常廣，從藝術、慈善、教育、政治、公共政策、宗教、學術、環保等，分別擔任起彌補社會需求與政府供給間的落差。
实际上非營利組織的運作与企业一样是需要產生利益，但区别在于非营利组织是为组织倡导的服务对象和服务内容而产生利益，這一點通常被視為這類組織的主要特性。然而，某些專家認為將非營利組織和企業區分開來的最主要差異是，非營利組織受到法律或道德約束，不能將盈餘分配給擁有者或股東。
因此，今日社會中，非營利組織有時亦稱為「第三部門」，與政府部門「第一部門」和企業界的私部門「第二部門」，形成第三種影響社會的主要力量。
然而非營利組織還是必須產生收益，以提供其活動的資金。但是，非營利組織因此藉由公開籌款，或跟公、私部門申請計畫來獲得經費，而且大部分的非營利組織經常是不用繳交營業稅；而私人對非營利組織的捐款，有時還可以年度報税時扣抵個人所得稅 。
慈善團體是非營利組織的一種，而非政府組織也可能同時是非營利組織。

## 常見誤解
一般大眾經常誤會非營利組織完全由志願工作者管理。事實上，大多數非營利組織都有為該組織執行業務的正式員工，但在執行任務時也可能使用志願工作者，在組織付費員工的指導下執行公益服務。非營利組織的經營或管理者必須小心平衡支付給其組織員工的薪資，與為非營利組織的受益人提供服務項目所支付的金額。薪資費用相對於服務項目費用過高的非營利組織，可能會受到監管機構的審查。
第二個誤解是非營利組織不能有盈利，或是透過營利活動為其組織創造收入。儘管非營利組織的目的並非是如何透過營運而使其利潤最大化，但它們仍然必須為其組織本身的財務負責。非營利組織的經營者或管理者必須管理和監督其收入（包括贈款、捐贈和組織服務收入等）、費用和支出，以確保其組織財政上收支的平衡。

## 組織管理
雖然非營利組織的管理方式與營利性企業的管理方式有所不同，如何確實的傳達非營利組織的理念及使命，及存在的理由，以期建立非營利組織持續性地成長，其中管理的關鍵是非營利組織經營管理者如何設立有效的分工，以及明確地描述各個工作職責，以確保每位工作人員有效地落實其非營利組織的理念。

## 組織規定
非營利組織具有不同的結構和目的，在法律上有一些重要的相關規定：
- 非營利組織管理規定及審計規定。
- 公司章程的規定或監督章程的修訂。
- 解散非營利組織的規定。
- 非營利組織和捐助者的稅收規定。
- 創辦人的稅務狀況的相關規定。

上述部分內容可由每個特定的政府機構提供相關規定並執行監督，大多數的國家都有法律規範非營利組織的成立和管理規章，並要求遵守非營利組織管理辦法及制度。對於大型非營利組織更是要求必須公佈其財務報告，並詳細說明其收入和支出以符合非營利組織管理規定。

## 籌款機制
非營利組織並不是透過創造利潤來維持其營運的，而是以不同方式籌集其營運資金。資金可以來自組織內部，對外公䦕籌款，個人或企業捐贈，或是來自政府的補助。這些營運資金來源包括個人捐款，公司或是企業機構贊助，政府補助資金，非營利組織也可透過提供不同的服務，或銷售商品以增加組織資金收入。

### 資金缺乏
非營利組織在經營的過程中，最大經營的困難是營運資金的不足。私人，公司或是企業機構的捐款或贊助，每年都會有所不同，再加上政府單位的補助金也有可能減少。由於年度籌款資金的缺乏，或相對不確定性的挑戰，非營利組織管理階層必須了解其服務宗旨，並在籌款機制方面具有相對的創新性，及增加資金來源的多樣化，以期為其非營利組織増加，或是創造收入，確保財務穩定，以期實現其非營利組織的社會目標。

## 長期經營的關鍵
有很多的因素影響非營利組織是否可以長期經營，但最重要的一個因素是是否有足夠的資金來源維持其組織營運。公眾信心是非營利組織能夠籌集資金的一個非常重要因素。而如何確保有足夠的營運資金的其中一個方法是和捐助單位，或是團體建立穩定而信賴的關係，而這種關係的建立，和非營利組織經營者的管理，監督，營銷策略有關。而這也正是許多非營利組織經營管理者所缺乏，需要加強的地方。
非營利組織是否能長期經營成功的關鍵是組織管理者以及其工作人員的責任，非營利組織也要對其捐贈者，資助者，志願者，計劃接受者負起相對地責任。越來越多的非營利組織關注他們的使命，透過有效的經營管理模式，或是主辦和其組織理念符合的相關各式活動，能幫助非營利組織建立更多的公眾信心，進而為非營利組織帶來更多的資金捐贈或贊助。

## 各地情況

### 台湾
- 台湾提到非營利組織，主要可分為公益性社團法人和財團法人、行政法人等類型。[10]
- 因為人的聚集而組成的法人團體，稱為「社團法人」，例如協會（社會服務及慈善團體）、學會（學術文化團體）等。因人的聚集而設立，因此最高權力來源為會員大會，由會員大會選出理監事若干名組成理事會以及監事會，再分別由理事會中選出理事長以及監事會中選出常務監事，作為日常會務的主要管理以及監督等工作的負責人。一般的協會會在理監事會下設總幹事或秘書長，作為主要的會務行政人員，處理協會的實際會務。
- 因為財物的聚集而設立組織的團體，稱為財團法人，也就是一般的基金會財團法人因為「財物」而聚集，所以重點在財物的管理（因為不一定是錢，也可以是土地等有價且可以孳息的財貨）。因此在成立之初便需訂定捐贈辦法，設董事會，並且內置董事長、董事與監事若干人，執行這筆財物的管理，因此董事會為日常政策性決定的單位，一般會在下設一執行長，作為日常基金會行政事務的工作者。
- 社團法人與財團法人的差異：
  - 前者依人而設立，所以一切權力來源為會員大會，理事長為間接選舉後的最高領導人，連選得連任一次，每次任期最多不可超過4年。後者因為財物而設立，所以一切權力最高來源為董事會，董事長及董事皆可連選連任。前者的重點是眾人的意志，後者的重點是要把錢管好。
  - 前者有明確的法律管轄，人民團體法為其主要管理法律。而財團法人則依107年8月1日公布之財團法人法，財團法人法第一條即明訂"為健全財團法人組織及運作，促進財團法人積極從事公益，增進民眾福祉，特制定本法。財團法人之許可設立、組織、運作及監督管理，除民法以外之其他法律有特別規定者外，適用本法；本法未規定者，適用民法規定。"

### 英國
在英國，非營利組織很少被視為一個單一類型的實體。所有善心組織都必須向慈善機構委員會（Charity Commission）登記為慈善機構（charity）而不是非營利組織。在美國被歸類為非營利組織的其他團體，例如職業團體（trade union），分別受到不同法規的規範。

### 中國大陸
中国大陸由于政治体制等方面的原因，目前尚没有典型的西方意义上非政府或非营利组织。一般民众所熟知的青联、妇联、残联、中国贸促会和对外友协等组织实际上都是有政府背景的半官方社会组织。这些组织从雇员到资金来源都有很深的官方背景。近年来，许多和西方非营利组织近似的社会组织数量呈不断增多之势，但是由于缺乏相关的法律规范，这些组织在到政府部门注册时，要么选择挂靠某个政府部门，成为同青联、妇联一样的半官方组织，要么注册成为普通的营利性公司。许多国外的跨国非营利组织在发展它们中国大陸业务的同时，也面临着同样的问题。很多国外非营利组织选择注册为营利性公司，还有一些干脆选择不进行注册。
中华人民共和国政府將註冊的非營利組織分為三種類型：基金、協會、民辦非企業。
- 基金——包括中國紅十字會在內的公募基金；
- 協會——中國作家協會、三自愛國運動委員會等（大致也有官方或半官方背景）；
- 民辦非企業——根据民政部所制定的《民办非企业单位登记暂行办法》，将民办非企业单位分为民办非企业单位（法人）、民办非企业单位（合伙）和民办非企业单位（个体）三种。[11]

根据财政部与国家税务总局联合制定的《关于非营利组织免税资格认定管理有关问题的通知》，规定了申请免税的条件与程序。对于非营利组织企业所得税免税收入范围明确为：
1. 接受其他单位或者个人捐赠的收入；
2. 除《中华人民共和国企业所得税法》第七条规定的财政拨款以外的其他政府补助收入，但不包括因政府购买服务取得的收入；
3. 按照省级以上民政、财政部门规定收取的会费；
4. 不征税收入和免税收入孳生的银行存款利息收入；
5. 财政部、国家税务总局规定的其他收入。

### 香港
根据香港法例成立，可以是透過社團條例注册、公司條例注册或成立慈善基金形式注册，獲香港税務條例第88條免税的慈善團體都是這種機構。非營利組織包括 ：慈善機構、環保及宗教團體、專業人士組織及商會、青少年及科技文化組織、業餘興趣組織、鄉親組織、體育團體、政治組織等。

## 外部連結
- NGO发展交流网
- 国际互助网

台灣
- 台灣公益資訊中心 （页面存档备份，存于）
- 台灣非營利組織研究網 （页面存档备份，存于）

香港
- 非牟利機構人員協會 （页面存档备份，存于）